# Гайнц Бер
Гайнц Бер (нім. Heinz (Oskar-Heinrich) «Pritzl» Bär; 21 березня 1913 — 28 квітня 1957) — німецький льотчик-ас часів Другої світової війни. Один з 160 кавалерів Лицарського хреста Залізного хреста з дубовим листям та мечами.

## Біографія
Гайнц Бер народився сільській комуні під Лейпцигом 25 березня 1913 року. Вже в юному віці він зрозумів, що сільське життя не для нього. Йому хотілось літати на великих літаках «Люфтганзи», за вильотами і посадками яких він постійно спостерігав на аеродромі Шкойдіц, що був неподалік і обслуговував міста Лейпциг і Галле. Почавши з занять планеризмом, вже в 17 років Бер отримав ліцензію пілота одномоторного літака.

## Із транспортників у винищувачі

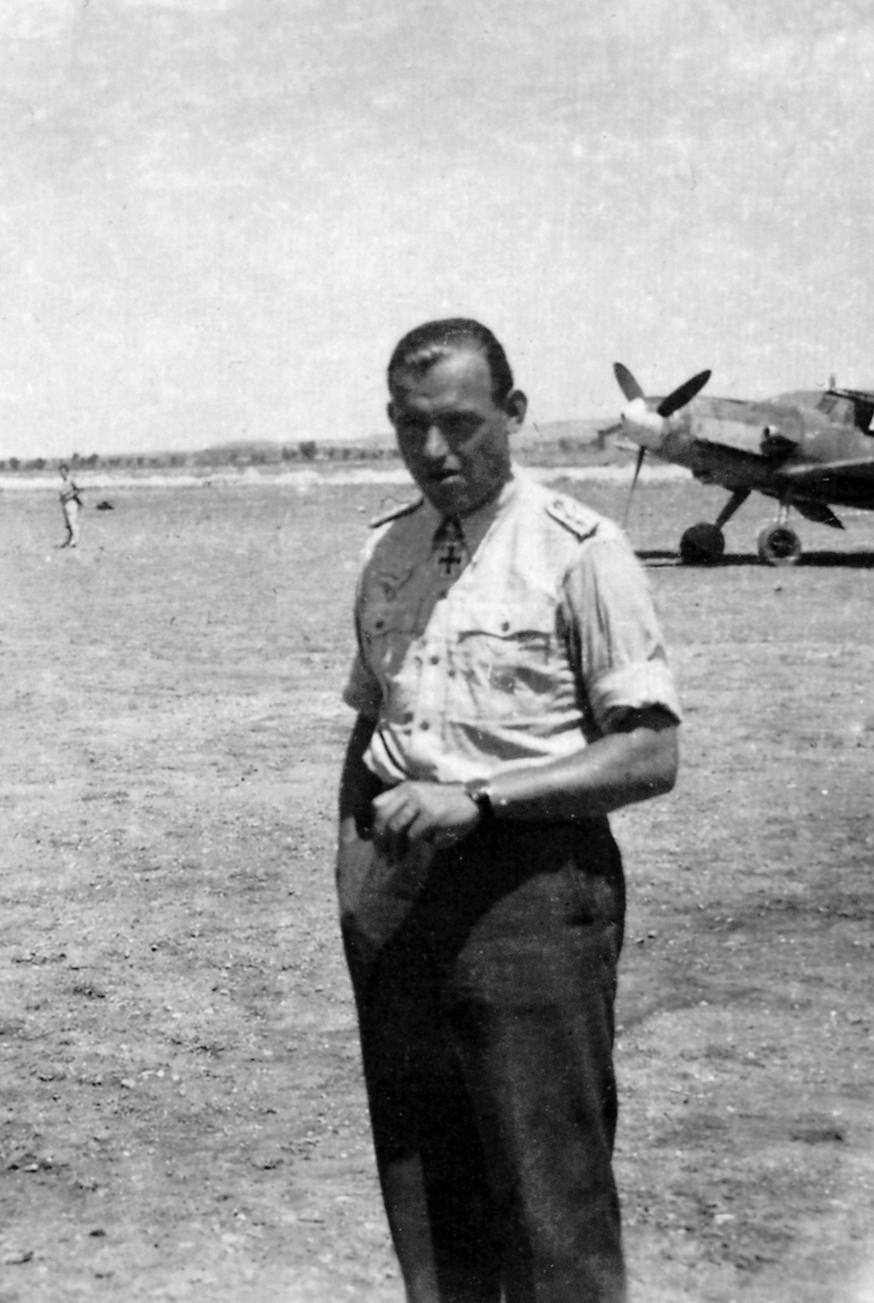
Heinrich Bär standing

В ті роки Німеччина переживала економічну кризу, і грошей для навчання пілотів багатомоторних літаків не було. Щоб реалізувати свою мрію, Бер вступив у Люфтваффе. Менш ніж через рік він вже був цілком кваліфікованим пілотом транспортного Ju 52. Незадовго до початку війни Бер переводиться у винищувальну авіацію і після того як перевчився потрапляє в I./JG 51 у Шпейєр, на західному фронті.
Так почалася його бойова кар'єра, що нагадувала «американські гірки». За роки війни Гейнц Бер керував не менш, ніж десятьма підрозділами, від ескадри до полку, причому міняв ці посади зовсім не в порядку зростання. Бер, що став у 1940 кадровим офіцером, виявився природженим лідером. Він піклувався про тих, хто служив під його керівництвом, і міг відстоювати свою думку, незважаючи на посади та авторитет опонентів. Через це його просування по службовій драбині не було гладким. Принаймні двічі його понижували в званні. Небагато бойових винищувальних ескадр могли похвалитися, що ними керував майор, котрий за званням був вищий своїх безпосередніх командирів. Але таким вже був характер Бера, він вважав, що ніякі сварки з керівництвом не повинні впливати на виконання поставлених завдань.
З такою ж прямотою він діяв у бою, і бойові доповіді говорять про його хоробрість і майстерність. Сміливість привела до того, що Бер був збитий 18 разів. Майстерність же дозволила йому пережити ці випадки — чотири рази він використав парашут, а в інших 14 випадках йому вдалося виконати вдалі вимушені посадки. При цьому на рахунку Бера записано не менше 220 перемог в повітряних боях.
Першу з них він отримав ще бувши унтер-офіцером I./JG 51, в перший місяць війни на Заході. Під час служби в JG 51 він записав на свій рахунок ще 90 перемог, коли, бувши в званні гауптмана, а потім і капітана, керував 12-ю ескадрильєю на Східному фронті. За ці успіхи він за вісім місяців був нагороджений Лицярським Хрестом і Дубовим Листя і Мечами до нього. Але за три роки війни, що залишалися, він не отримав більше ні одної нагороди, недивлячись на рахунок перемог, що подвоївся.

## На усіх фронтах
В травні 1942 майор Гайнц Бер був назначений командиром I./JG 77. Керуючи цим підрозділом більше року, спочатку на Східному фронті, а потім на Середземномор'ї, Бер отримав ще 86 перемог. Потім, протягом чотирьох місяців, Бер був командиром навчально-бойового підрозділу, так що за цей час він збив лише два літаки ворога. Потім Бера направили в JG 1, що входила в склад сил «Захисту Рейху». Пройшовши по службовій драбині шлях від командира ескадрильї до командира підрозділу, Бер отримав ще 23 перемоги.
Наступним його місцем служби стала JG 3 «Udet», котрою він керував під час кампанії у Нормандії і подальшого відступу в Німеччину.
В середині лютого 1945 року Бера було понижено в званні до командира групи — але це був не звичайний підрозділ. III./EJG 2 займалась бойовою підготовкою пілотів новітніх реактивних винищувачів Ме 262. Беру вдалося швидко засвоїти цей літак. Тому, коли Адольф Галланд, організатор і командир елітного підрозділу JV 44, озброєного реактивними винищувачами, був поранений, на його місце було призначено Хайнца Бера, що очолював цю частину останні два тижні війни.

## Найкращий реактивний ас
Вцілівши під час війни, Хайнц Бер встиг послужити практично на всіх театрах бойових дій — Західному і Східному фронтах, Середземномор'ї і в самому Рейху. Він отримав 220 повітряних перемог, в тому числі як мінімум 21 над чотиримоторними бомбардувальниками, і сам був збитий 18 разів. Окрім того він став найбільшрезультативним в Люфтваффе реактивним асом, збивши 16 літаків, коли літав на Ме 262. Загинув він в катастрофі легкомоторного літака через 12 років після завершення бойових дій 28 квітня 1957 року.

## Нагороди
- Медаль «За вислугу років у Вермахті» 4-го класу (4 роки)
- Комбінований Знак Пілот-Спостерігач
- Залізний хрест
  - 2-го класу (29 вересня 1939)
  - 1-го класу (6 липня 1940)
- Лицарський хрест Залізного хреста з дубовим листям і мечами
  - лицарський хрест (2 липня 1941)
  - дубове листя (№ 31; 14 серпня 1941)
  - мечі (№ 7; 16 лютого 1942)
- Німецький хрест в золоті (27 травня 1942)
- Авіаційна планка винищувача в золоті із планкою «1000» (25 травня 1942)
- Почесний Кубок Люфтваффе (1 червня 1942)
- Медаль «За зимову кампанію на Сході 1941/42» (23 серпня 1943)
- Нагрудний знак «За поранення» в сріблі
- Нарукавна стрічка «Африка»
- Тричі відзначений у Вермахтберіхт